# Réformistes italiens
Les Réformistes italiens (en italien, Riformisti italiani) est un parti politique créé en 2011 par Stefania Craxi en vue des élections générales italiennes de 2013. Il est coalisé avec Le Peuple de la liberté.
Lors des élections générales italiennes de 2013, son parti n'obtient que 8223 voix (0,02 %) à la Chambre.